# Meng Wu
 (février 2014).
Si vous disposez d'ouvrages ou d'articles de référence ou si vous connaissez des sites web de qualité traitant du thème abordé ici, merci de compléter l'article en donnant les références utiles à sa vérifiabilité et en les liant à la section « Notes et références ».
Meng Wu (chinois : 蒙武) était un général militaire chinois de la fin des Royaumes combattants. Il était le fils de Meng Ao et le père de Meng Tian et de Meng Yi.
Servant sous le règne de Ying Zheng, il a  participé, sous les ordres de Wang Jian, à la conquête par l'État de Qin de l'état Chu en 224 et 223 av. J.-C..